# Wereldkampioenschap rally in 1998
Het Wereldkampioenschap rally in 1998 was de zesentwintigste jaargang van het Wereldkampioenschap rally (internationaal het World Rally Championship), georganiseerd door de Fédération Internationale de l'Automobile (FIA).